# Kim Ye-Ji
Kim Ye-Ji (en coreà, 김예지) (Danyang, 4 de setembre de 1992) és una esportista sud-coreana que competeix en tir en la modalitat de pistola. El seu desenvolupament a la Copa del Món de l'ISSF de 2024 i als Jocs Olímpics d'estiu de 2024, en què va establir un rècord mundial en la pistola d'aire de 25 metres i va guanyar la medalla de plata en la pistola d'aire femenina de 10 metres l'han fet destacar.

## Biografia
Kim va néixer a Danyang, Corea del Sud. El 2024 va competir al Campionat Asiàtic de Tir, on va guanyar una medalla de plata en la modalitat de 25 m amb pistola d'aire. Posteriorment va competir al Mundial ISSF de 2024 a Múnic, on va aconseguir la medalla de bronze a la modalitat de 25 m amb pistola d'aire, i a Baku on va guanyar una medalla de plata a la modalitat 10 m amb pistola d'aire abans d'assolir un nou rècord mundial a l'esdeveniment femení de 25 m amb pistola d'aire i una medalla d'or amb una puntuació de 42 punts.
Al juliol de 2024 va competir als Jocs Olímpics d'Estiu de 2024 celebrats a París. Allà va aconseguir la medalla de plata a la modalitat femenina de 10 m amb pistola d'aire, quedant segona per darrere de la seva compatriota, la sud-coreana Oh Ye-jin. Va realitzar la prova amb un elefant de peluix de la seva filla. Kim Ye-Ji va esdevenir viral a les xarxes socials a causa de la seva estètica i el seu carisma. Va despertar reaccions positives i d'admiració del magnat sud-africà Elon Musk i del dissenyador de videojocs japonès Hideo Kojima.

## Reconeixements
El desembre de 2024, la BBC va incloure-la en la seva llista 100 Women, que reconeix a les dones més inspiradores i influents de l'any a nivell mundial.